# Armored Saint
Armored Saint est un groupe de heavy metal américain originaire de Los Angeles, en Californie. Le groupe se produit la première fois en France le 8 juillet 2012 lors du festival Sonisphere au Galaxie d'Amnéville. Depuis sa formation, le groupe compte six albums parus en 2012.

## Biographie

### Débuts
Armored Saint est formé en 1982 par les frères Phil (guitare) et Gonzo Sandoval (batterie), et le guitariste David Prichard, à l'époque durant laquelle ils étudiaient au South Pasadena High School. John Bush, le futur chanteur du groupe, étudiait également à cette école ; le groupe est ensuite rejoint par le bassiste Joey Vera. Armored Saint enregistre une démo de cinq chansons intitulée Lesson Well Learned sur la compilation Metal Massacre II. Trois de ces démos ont été présentées dans leur EP au label Metal Blade Records en 1983. Le groupe signe ensuite au label Chrysalis Records en 1984.
Armored Saint fait paraître son premier album, March of the Saint, en 1984, suivi de Delirious Nomad en 1985. Le premier album se popularise grâce à un bref passage du titre Can U Deliver? sur MTV. À la suite de la parution de Delirious Nomad, le guitariste Phil Sandoval quitte le groupe. Leur troisième album, Raising Fear, est enregistré avec les quatre membre restants du line-up. Insatisfait de sa popularité au label Chrysalis, Armored Saint retourne au label Metal Blade en 1989. Cette même année, ils se produisent au Dynamo Open Air pour leur premier concert en Europe; un récent post sur la page Facebook du groupe a révélé que Chrysalis avait auparavant continuellement empêché le groupe de tourner hors des États-Unis. Peu après la parution de leur cinquième album live, Saints Will Conquer, le groupe engage Jeff Duncan, ex-membre du groupe originaire de Los Angeles, Odin.
Pendant l'écriture et l'enregistrement de quatre chansons pour leur prochain album studio, le guitariste Dave Prichard est diagnostiqué d'une leucémie. Prichard succombe à cette maladie le 28 février 1990 avant la session d'enregistrement pour l'album Symbol of Salvation. Après une brève pause, Phil Sandoval revient dans le groupe pour remplacer Prichard. L'année suivante, Symbol of Salvation est commercialisé et bien accueilli par les critiques. Il commémore les moments passés avec Dave Prichard, dont le solo a été utilisé dans la chanson Tainted Past de l'album. À la suite du succès de la tournée promotionnelle consacrée à l'album, le groupe enregistre deux nouveaux titres que sont Reign of Fire et Last Train Home en 1991. L'année suivante, le groupe contribue aux titres et à une petite apparition dans le film Hellraiser 3. Quelques mois plus tard, John Bush reçoit une offre pour devenir le chanteur du groupe thrash Anthrax. Incertain de l'avenir d'Armored Saint, Bush accepte l'offre. Les membres restants décident de ne pas continuer, et Armored Saint est dissous. À la suite de la dissolution d'Armored Saint, Joey Vera joue dans des groupes comme Fates Warning, Lizzy Borden et Chroma Key. Il fait paraître un album solo en 1994, et commence une carrière de producteur et d'ingénieur du son.

### Réunion et avenir
En 1999, pendant l'inactivité temporaire du groupe Anthrax, John Bush et Joey Vera décident de former de nouveau Armored Saint. Le line-up de Symbol of Salvation revient au complet au studio, puis, en 2000, sort l'album Revelation. Il présente la première chanson du groupe en langue espagnole, No Me Digas. Une petite tournée aux côtés de Dio et Lynch Mob suit. L'année suivante, le groupe fait paraître Nod to the Old School. Peu après, John Bush revient en studio avec Anthrax, et Armored Saint est de nouveau placé en inactivité. En 2004, Joey Vera rejoint de nouveau Bush, encore une nouvelle fois pendant l'inactivité temporaire d'Anthrax, remplaçant le bassiste Frank Bello. Début 2005, Scott Ian d'Anthrax annonce la formation du line-up Among the Living, ce qui suspend l'engagement de Bush et de Vera dans le groupe. Bush prend la décision de se séparer d'Anthrax ; par conséquent, Dan Nelson reprend le rôle de chanteur en 2007. Le line-up Revelation d'Armored Saint se réunit en 2005, et le groupe participe à une nouvelle tournée en 2006.
Pour son vingtième anniversaire, Metal Blade Records fait paraître une édition spéciale, intitulée Symbol of Salvation. Le groupe achève l'enregistrement d'un tout nouvel album, La Raza, commercialisé le 16 mars 2010. Le 7 décembre 2011, le groupe ouvre le concert du trentième anniversaire de Metallica à Fillmore. Le 11 février 2013, Joey Vera annonce officiellement via Facebook et Twitter la composition d'un nouvel album.

## Membres

### Membres actuels
- Gonzo Sandoval – batterie (1982–1988, 1990–1992, 1999–2003, depuis 2008)
- Phil Sandoval – guitare (1982–1989, 1990–1992, 1999–2003, depuis 2008)
- John Bush – chant (1982–1992, 1999–2003, depuis 2008)
- Joey Vera – guitare basse (1982–1992, 1999–2003, depuis 2008)
- Jeff Duncan – guitare (1989–1992, 1999–2003, depuis 2008)

### Anciens membres
- Mike Wiliams – guitare basse (1982)
- Mike Zaputil – guitare basse (1982)
- David Prichard – guitare (1982–1989)
- Truman Ewing – guitare basse (1985)
- Alan Barlam – guitare (1989)
- Eddie Livingston – batterie (1989)

## Discographie

### Albums studio
- 1984 March of the Saint
- 1985 Delirious Nomad
- 1987 Raising Fear
- 1991 Symbol of salvation
- 2000 Revelation
- 2010 La Raza
- 2015 Win Hands Down
- 2020 Punching the Sky

### Albums live
- 1988 Saints Will Conquer
- 2017 Carpe Noctum

### EP
- 1983 Armored Saint